# Мечніково-Колакі
Мечніково-Колакі (пол. Miecznikowo-Kołaki) — село в Польщі, у гміні Яновець-Косьцельний Нідзицького повіту Вармінсько-Мазурського воєводства.
Населення — 69 осіб (2011).
У 1975-1998 роках село належало до Ольштинського воєводства.

## Демографія
Демографічна структура станом на 31 березня 2011 року:
|          | Загалом | Допрацездатний вік | Працездатний вік | Постпрацездатний вік |
| -------- | ------- | ------------------ | ---------------- | -------------------- |
| Чоловіки | 37      | 5                  | 27               | 5                    |
| Жінки    | 32      | 8                  | 19               | 5                    |
| Разом    | 69      | 13                 | 46               | 10                   |